# Trochastica albifrenis
Trochastica albifrenis är en fjärilsart som beskrevs av Edward Meyrick 1913. Trochastica albifrenis ingår i släktet Trochastica och familjen spinnmalar. Inga underarter finns listade i Catalogue of Life.